# Xenolpium
Xenolpium es un género de arácnido del orden Pseudoscorpionida de la familia Olpiidae.